# أكشن سكربت
أكشن سكريبت (بالإنجليزية: ActionScript)‏ هي لغة برمجة نصية مبنية على قواعد لغة البرمجة النصية إي سي إم إيه ECMA (مجازا جافا سكريبت). تستخدم أكشن سكريبت بصورة أساسية لتطوير المواقع والبرمجيات باستخدام مشغل أدوبي فلاش. يتم ذلك في صورة توليد ملفات ذات الامتداد swf التي تدمج في صفحات الويب.يمكن استخدامها في تطبيقات قواعد البيانات كما في ألفا فايف.طورت بالأصل بواسطة شركة ماكروميديا وهي مملوكة الاّن لشركة أدوبي سيستمز
تم صناعة أكشن سكريبت بالأساس للمساعدة وللتحكم بالرسوم الثنائية الأبعاد في فلاش (أدوبى فلاش-ماكروميديا فلاش سابقا-).تمت إضافة عدة إمكانيات جديدة وقوية لها بعد ذلك لتمكن المطورين من برمجة ألعاب متطورة ومحتوى ويب تفاعلي غني بالإضافة إلى تطوير تقنيات بث الوسائط كالفيديو والصوت على الويب.
تطور أكشن سكريبت على مر الزمن وأصبح لغة برمجة حقيقية وتطبيقية في شتى الميادين (قواعد البيانات ومعالجة المعطيات والرسوم ثلاثية الأبعاد، معالجة الصور وحتى الفيديو) وظهر هذا التغيير الكبير في الإصدار أكشن سكريبت 3.0، حيث تم تزويد فلاش بلاير بآلة افتراضية لضمان توافق الإصدارات أكشن سكريبت 1.0 و2.0.
ويوجد أيضا، في هذه الأيام مواقع تستخدم لغة الأكشن سكربت بشكل ملحوظ ومنها موقع الألعاب الشهير، جيمزر.

## مثال لكود أكشن سكريبت 3.0
```
package
 
com
.
example

{

	
import
 
flash
.
text
.
TextField
;

	
import
 
flash
.
display
.
Sprite
;

	
public
 
class
 
Greeter
 
extends
 
Sprite

	
{

		
public
 
function
 
Greeter
()

		
{

			
var
 
txtHello
:
TextField
 
=
 
new
 
TextField
();

			
txtHello
.
text
 
=
 
"Hello World"
;

			
addChild
(
txtHello
);

		
}

	
}

}

```

## وصلات داخلية
- أدوبي فليكس
- أدوبي فلاش